# Hermolaos (Sohn des Sopolis)
Hermolaos (altgriechisch Ἑρμόλαος; * um 342 v. Chr.;  † 327 v. Chr.) war ein junger Page Alexanders des Großen, der nach der Anstiftung eines gescheiterten Mordkomplotts gegen den König, der sogenannten Pagenverschwörung, hingerichtet wurde.

## Leben
Hermolaos war ein Sohn des makedonischen Offiziers Sopolis und nahm ebenso wie sein Vater an Alexanders Eroberungszug gegen das von Dareios III. regierte persische Achämenidenreich teil. Er gehörte zu den jungen Pagen des Königs und wurde wie die anderen Pagen von Alexanders Hofgeschichtsschreiber Kallisthenes von Olynth unterrichtet. Letzterer opponierte besonders heftig gegen das vom König eingeführte persische Hofzeremoniell der Proskynese, die auch von vielen anderen Makedonen und Griechen in Alexanders Gefolge als Zeichen der Versklavung abgelehnt wurde. Hermolaos scheint von dieser Haltung des Kallisthenes maßgeblich beeinflusst worden zu sein. Als Alexanders Heer Anfang 327 v. Chr. in Baktrien lagerte, wurde Sopolis von seinem hohen Posten als Offizier der Reiterei abberufen und zur Aushebung neuer Rekruten nach Makedonien zurückgeschickt, was Hermolaos wohl als Zurücksetzung seines Vaters empfand. Bald danach kam Hermolaos auf einer Jagd dem König durch einen glücklichen Speerwurf bei der Erlegung eines Ebers zuvor. Alexander war verärgert, dass der etwa 15-jährige Page schneller als er selbst gewesen war. Er ließ ihn vor seinen Kameraden auspeitschen und ihm das Pferd entziehen. Dieser Vorfall war für den rachsüchtigen Hermolaos der unmittelbare Anlass, unter sechs weiteren Pagen eine Verschwörung zur Tötung des Königs anzuzetteln.
Die Königspagen versahen Nachtwache vor Alexanders Zelt und wollten ihn im Schlaf erstechen. Sie mussten fünf Wochen warten, bis sie für einen gemeinsamen Wachdienst eingeteilt waren, in dessen Verlauf sie ihren Mordplan durchführen konnten. Alexander wohnte aber in der betreffenden Nacht sehr lange einem Gelage bei und kehrte erst frühmorgens nach reichlichem Alkoholkonsum in sein Zelt zurück. Zu diesem Zeitpunkt war der Wachdienst der Verschwörer schon zu Ende, sodass ihr Vorhaben gescheitert war. Einer der Pagen erzählte kurz darauf einem Freund von dem Komplott, und bald kam es auch dem König zu Ohren. Alexander ließ sofort Hermolaos und die anderen Verschwörer verhaften, die unter der Folter ihr Vorhaben gestanden und daraufhin vor das makedonische Heeresgericht gestellt wurden. Hermolaos soll zu seiner Verteidigung eine Rede wider die Tyrannei und Alexanders Forderung nach Ausübung der Proskynese gehalten haben. An den Verschwörern wurde dennoch die Todesstrafe durch Steinigung vollzogen. Alexander verdächtigte Kallisthenes, zu dem er wegen dessen offener Kritik an der Proskynese ohnehin ein gespanntes Verhältnis hatte, in das Komplott verwickelt zu sein, da Kallisthenes der Lehrer der Pagen gewesen war. Obwohl der Historiker laut glaubwürdiger Überlieferung des antiken Biographen Plutarch weder von Hermolaos noch den anderen Pagen – selbst unter der Folter – der Beteiligung an ihrer Verschwörung beschuldigt wurde, ließ der König Kallisthenes verhaften und nach der glaubhaften Angabe von Alexanders Freund, dem Offizier und späteren ägyptischen König Ptolemaios, hinrichten.